# Strophurus ciliaris
Strophurus ciliaris — вид геконоподібних ящірок родини диплодактилідів (Diplodactylidae). Ендемік Австралії.

## Підвиди
Виділяють два підвиди:
- Strophurus ciliaris ciliaris (Boulenger, 1885);
- Strophurus ciliaris aberrans (Glauert, 1952).

## Поширення і екологія
Strophurus ciliaris поширені у внутрішніх районах Австралії, від північного заходу Нового Південного Уельсу і західного Квінсленду через Південну Австралію і Північну Територію до Західної Австралії. Вони живуть в пустельних і напівпустельних чагарниках, в заростях спінніфексу і тропічних лісах. Живляться безхребетними. Відкладають яйця, в кладці 2 яйця.